# Puente de Williamsburg
El puente de Williamsburg (en inglés Williamsburg Bridge) es un puente colgante en la ciudad de Nueva York que cruza el río Este y conecta el Lower East Side de Manhattan en la Calle Delancey con el barrio Williamsburg de Brooklyn en Long Island en Broadway cerca de la Brooklyn-Queens Expressway (Interestatal 278). Anteriormente soportaba la Ruta Estatal de Nueva York 27A y la Interestatal 78.  

## Descripción
La construcción del puente, el segundo en cruzar el río Este, se inició en 1896 por el ingeniero Leffert L. Buck, Henry Hornbostel como arquitecto y Holton D. Robinson como ingeniero asistente, siendo inaugurado el 19 de diciembre de 1903, con un coste de $ 12.000.000. En el momento en que fue construido, el puente de Williamsburg estableció el récord como el puente colgante más largo en la Tierra. Su récord no le duró mucho, ya que en 1924 se inauguró el Puente Bear Mountain. 
El puente es una estructura poco convencional. A diferencia de otros puentes colgantes, aunque el tramo principal cuelga de los cables de manera habitual, los tramos laterales cercanos a los extremos son ménsulas. El tramo principal del puente tiene 1600 pies (488 m) de longitud. Todo el puente mide 7308 pies (2227 m) de largo, y la cubierta es de 118 pies (36 m) de ancho. La altura en el centro del puente es de 135 pies (41 m) y cada torre tiene 335 pies (102 m), en la cual las mediciones fueron realizadas desde la superficie del río.
Este puente y el puente de Manhattan son los únicos puentes colgantes en la ciudad de Nueva York que todavía tienen tráfico automovilístico y ferroviario. Además tiene una vía doble de ferrocarril que conecta la Línea de la Calle Nassau y la línea Jamaica del metro de la ciudad de Nueva York, y anteriormente un trolebús.
En el lado de Brooklyn en la Calle Grand y Broadway, tenía servicio de transbordador, pero dejó de operar.

## Vías ferroviarias
Las vías ferroviarias del metro en el centro fueron inicialmente usadas por el Brooklyn Rapid Transit Company. Hoy en día, los servicios de los trenes J M Z del metro de la ciudad de Nueva York utilizan estas vías.
Dos carriles en el lado sur transportaban trolebuses desde el lado de Brooklyn:
- Williamsburg Bridge Local, 1904-1948
- Línea de la Avenida Nostrand, 1904-1923 y 1931-1948
- Línea de la Avenida Ralph, 1905-1908; Líneas de las Avenidas Ralph y Rockaway , 1908-1923 y 1931-1948
- Línea de la Avenida Tompkins, 1906-1923 and 1931-1947
- Línea de la Avenida Reid, 1904-1923 y 1931-1937
- Línea Broadway, 1904-1923
- Línea de la Avenida Franklin, 1904-1923
- Línea de la Calle Grand, 1904-1923
- Línea de la Avenida Sumner, 1904-1923
- Línea de la Avenida Wilson, 1904-1923
- Línea de la Avenida Bushwick, 1904-1921
- Línea Nostrand-Culver y la Línea Nostrand-Prospect, 1906-1919

Dos carriles en el lado norte transportaban trolebuses desde el lado de Manhattan:
- Línea de la Calle Grand, 1904-1932
- Línea de la Oficina Postal, 1919-1932
- Línea de la Séptima Avenida-Brooklyn, 1911-1919
- Línea Crosstown de la Calle 8, 1904-1911
- Línea de la Calle 14-Puente de Williamsburg, 1904-1911

## Galería

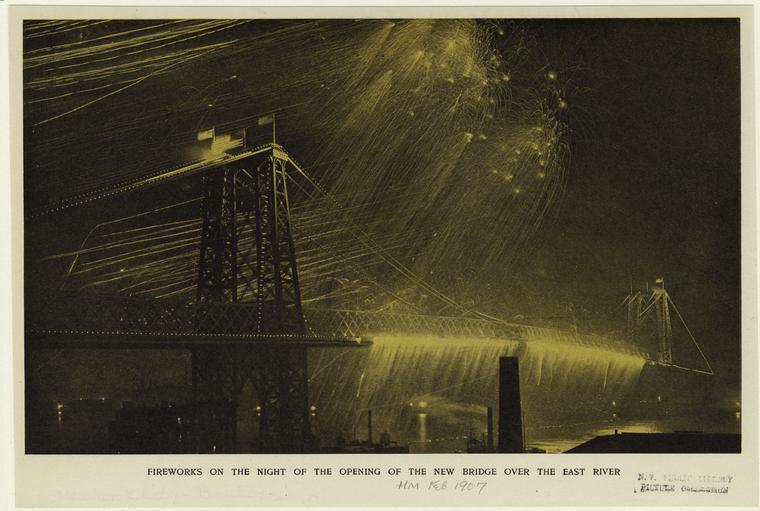
Fuegos artificiales durante la noche de apertura en 1903.
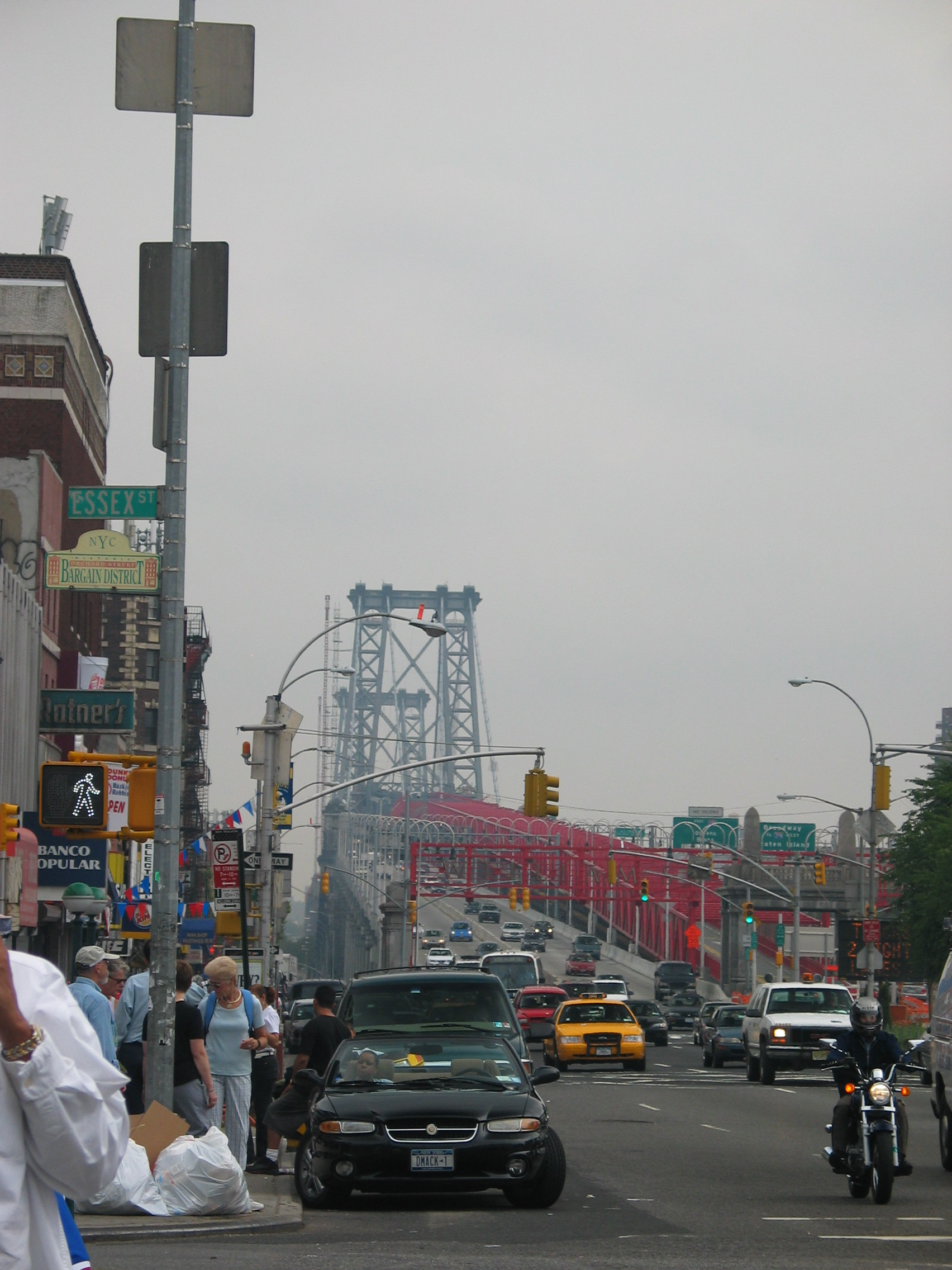
Vista del puente de Williamsburg desde el lado de Manhattan.
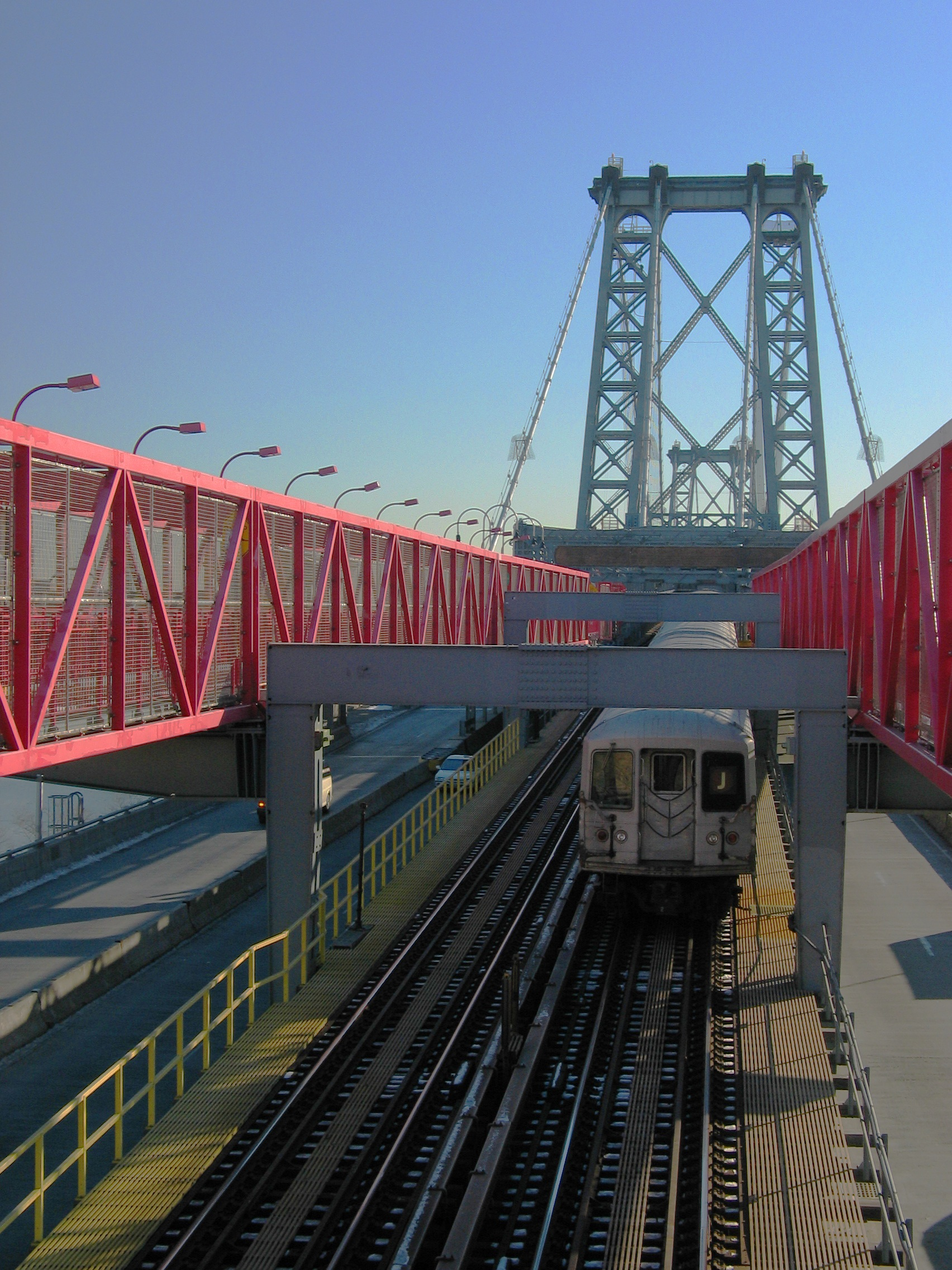
Tren del Servicio J en el puente de Williamsburg.
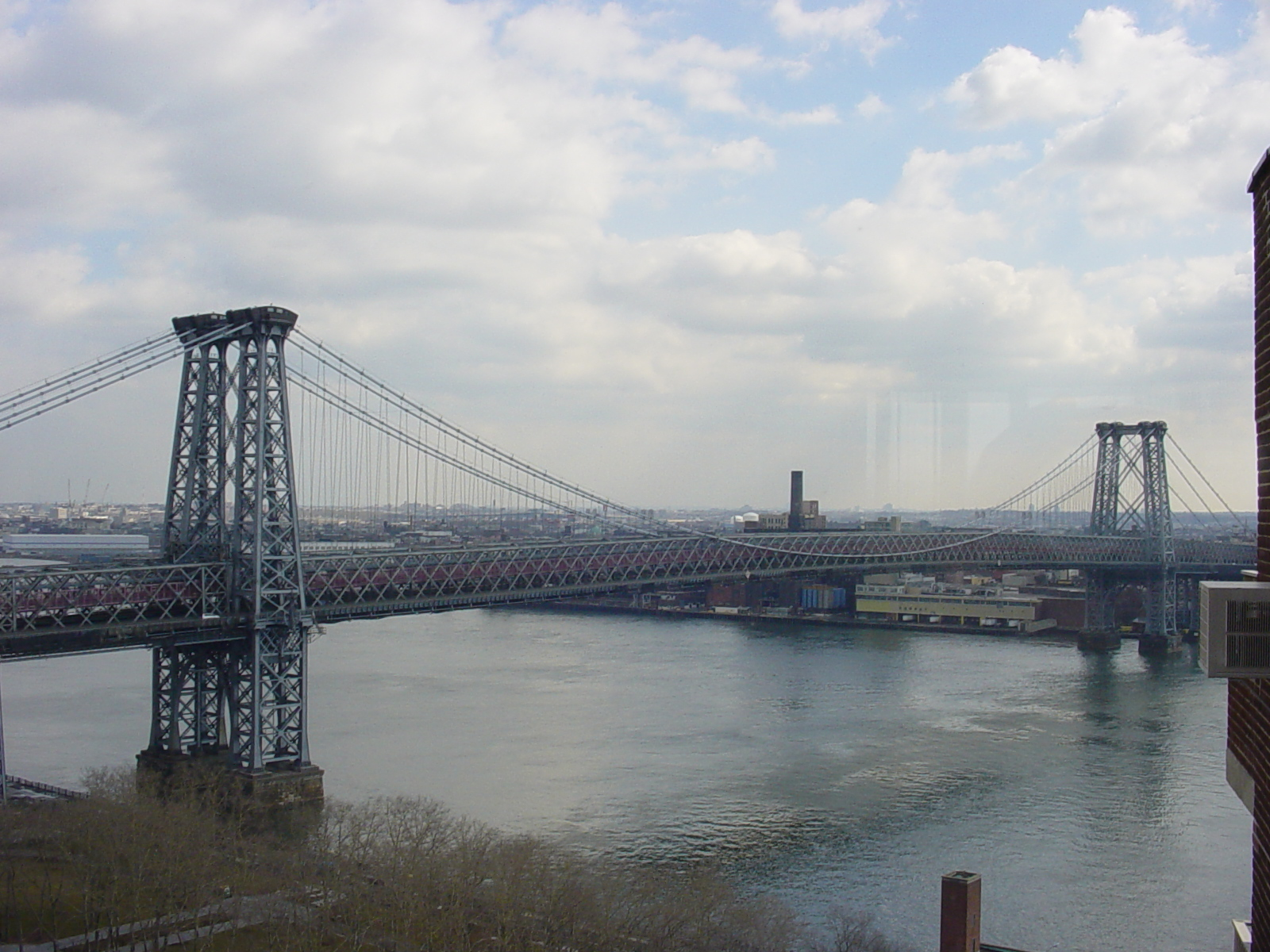
Puente de Williamsburg desde el Lower East side de Manhattan.
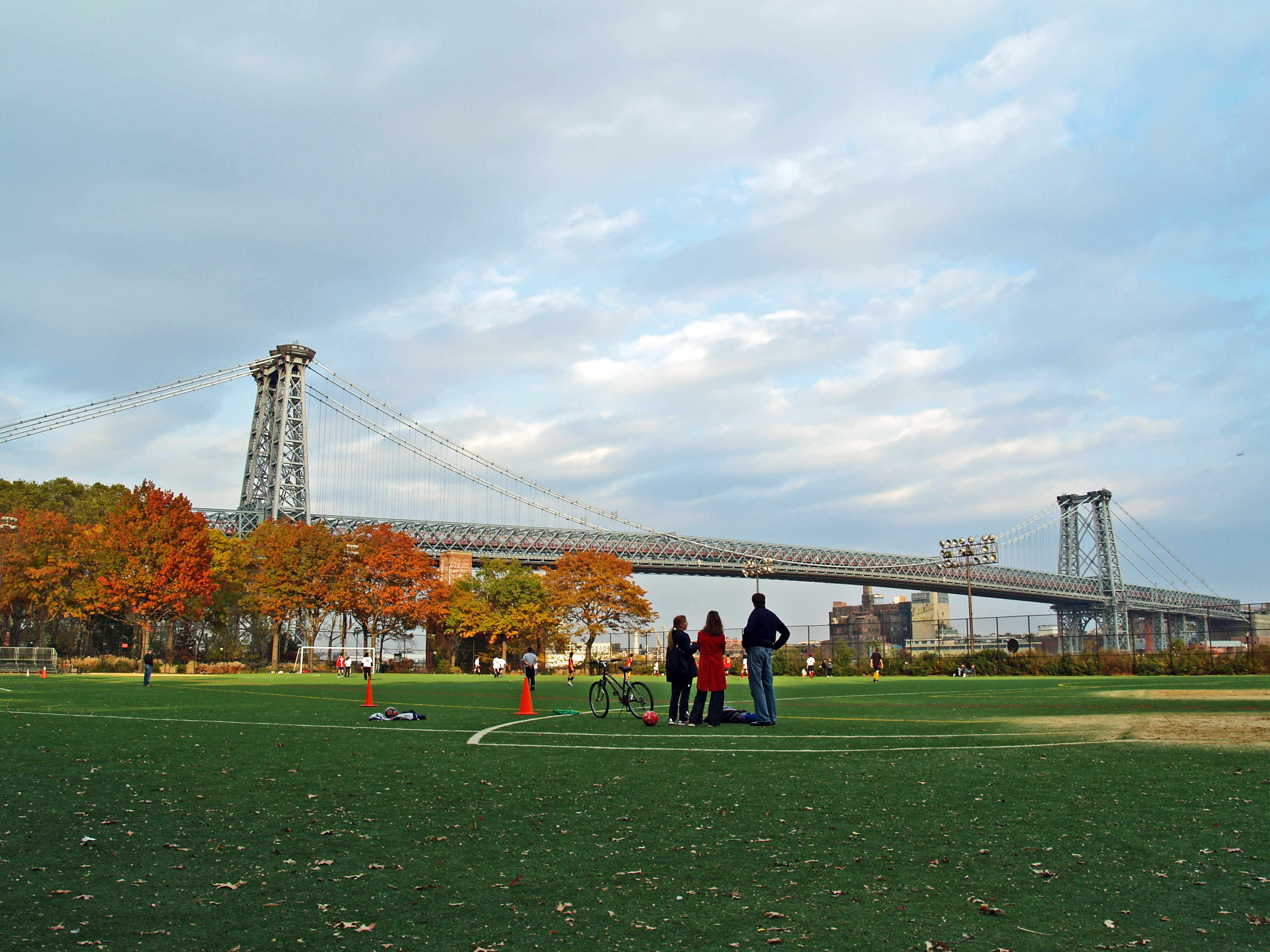
Las torres del puente sobre el Parque del Río Este.
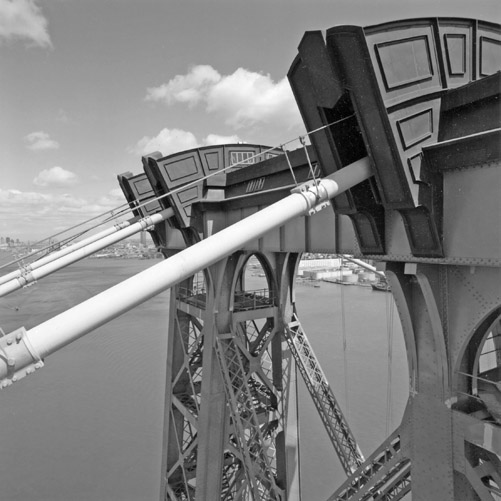
Vista de los cables.
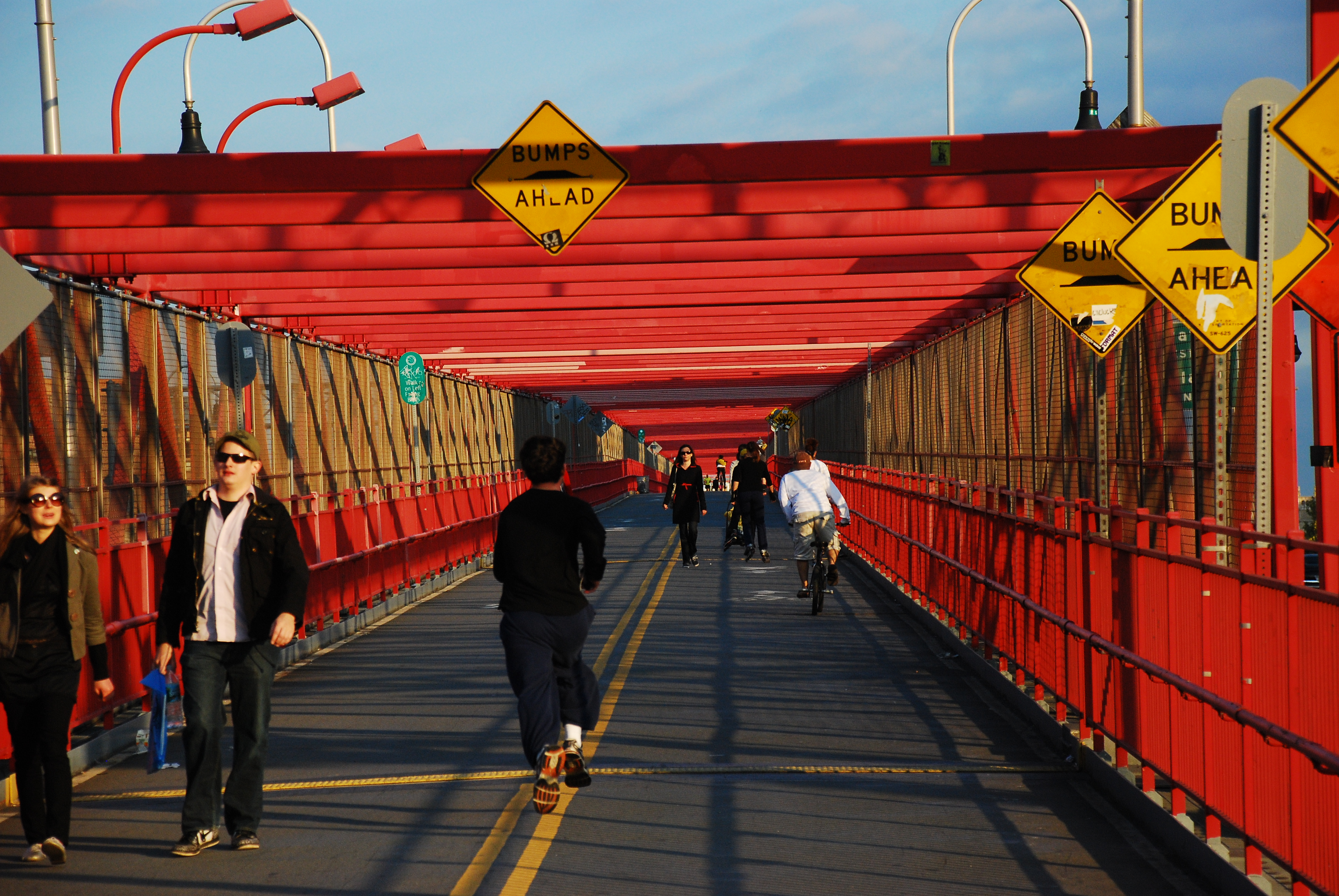
Ciclovía y andén peatonal.

| Predecesor: Puente de Brooklyn (Ciudad de Nueva York) | Puente con el vano más largo del mundo 1903-1924 | Sucesor: Puente de Bear Mountain (Peekskill, NY) |